# ریناتو گوچو
ریناتو پورتالوپی (به پرتغالی: Renato Portaluppi) معروف به ریناتو گوچو (به پرتغالی: Renato Gaúcho) مهاجم، هافبک اهل برزیل است که در شهر Guaporé، ریو گرانده جنوبی و در تاریخ ۹ سپتامبر ۱۹۶۲ به دنیا آمده‌است.
ریناتو گوچو در تیم‌های فوتبال باشگاه فوتبال گرمیو سابقهٔ حضور دارد.